# Conotrachelus scutatus
Conotrachelus scutatus – gatunek chrząszcza z rodziny ryjkowcowatych.

## Zasięg występowania
Ameryka Południowa, występuje w Brazylii.

## Budowa ciała
Przednia krawędź pokryw znacznie szersza od przedplecza, boczne krawędzie zbiegają się ku tyłowi w kształcie litery „V”. Na ich powierzchni wyraźne podłużne punktowanie oraz liczne podłużne, listewkowate garbki. Przedplecze niemal kwadratowe w zarysie w tylnej części, z przodu zwężone i zaokrąglone, rzadko punktowane.
Ubarwienie ciała brązowe, pstrokate. W środkowej części pokryw duża, kremowobrązowa plama, w ich przednich kącikach dwie mniejsze plamy koloru miedzianego, zaś tylna krawędź biała. Przedplecze brązowe z kremowymi tylnymi krawędziami i białym rysunkiem w kształcie klepsydry w przedniej części.